# Jerry Cantrell
Jerry Fulton Cantrell Jr. (* 18. března 1966, Tacoma, Washington), je americký kytarista, zpěvák a skladatel, nejvíce známý díky grunge/metalové kapele Alice in Chains, jako sólový kytarista, vokalista a textař. Ve svých sólových projektech je hlavním zpěvákem. Bydlí v Los Angeles a volný čas tráví s rodinou na ranči v Oklahomě. Jeho dědeček se jmenoval Zdeněk a pocházel z okolí Plzně. Cantrell je na svůj původ hrdý. Jeho blizkými přáteli mimo členy jeho kapely byli členové skupiny Pantery – zejména bratři Dimebag Darrell a Vinnie Paul. Přátelský vztah má také s Philem Anselmem, ten hostoval u AIC v roce 2006. Bratrům Abbottovým také hostoval v písni Ashes to Ashes od Damageplan.

## Diskografie

### S Alice in Chains
- Facelift (1990)
- Sap (EP, 1992)
- Dirt (1992)
- Jar Of Flies (EP, 1994)
- Alice in Chains (1995)
- MTV Unplugged (1996)
- Live (2000)
- Black Gives Way to Blue (2009)
- The Devil Put Dinosaurs Here
- Rainier Fog (2018)

### Solo
- Boggy Depot (1998)
- Degradation Trip (2002)
- Degradation Trip Volumes 1 & 2 (2002)
- Brighten (2021)
- I Want Blood (2024)

### S Ozzym Osbournem
- Under Cover (2005)

### S Duffem McKaganem
- How To Be A Man (EP, 2015)